# دار باعيسى (حريضة)
'

تعديل مصدري - تعديل

دار باعيسى هي إحدى قرى عزلة حريضة بمديرية حريضة التابعة لمحافظة حضرموت، بلغ تعداد سكانها 61 نسمة حسب تعداد اليمن لعام 2004.